# Orah (Vrgorac)
Orah falu Horvátországban, Split-Dalmácia megyében. Közigazgatásilag Vrgorachoz tartozik. Közúti határátkelőhely Bosznia-Hercegovina (Orahovlje) felé.

## Fekvése
Makarskától légvonalban 33, közúton 43 km-re délkeletre, községközpontjától 5 km-re északkeletre, Közép-Dalmáciában, a hercegovinai határ mellett fekszik. Főbb településrészei: Donji- és Gornji Orah. Gornji Orah és települései a hegy oldalában, Donji Orah pedig az hegy lábánál fekvő mezőn található.

## Története
Orah nevének eredete bizonytalan, valószínűleg összefüggésben van a felette magasodó Orav-hegy nevével. A horvát orah főnév diót jelent, de innen való származtatása nem egyértelmű. 
Területe a régészeti leletek tanúsága szerint már az ókorban is lakott volt. A térség első ismert népe az illírek egyik törzse a dalmátok voltak, akik a magaslatokon épített, jól védhető erődített településeikben laktak. Az ő emlékeik a Dragičević-háznál levő Grebinának nevezett helyen levő halomsír és a szintén itt, egy másik lelőhelyen talált két fém szekerce, melyeket a spliti régészeti múzeumban őriznek. A rómaiak hosszú ideig tartó harcok után csak az 1. században hódították meg ezt a vidéket. Az illírek elleni 9-ben aratott végső győzelem után békésebb idők következtek, de a római kultúra csak érintőleges hatással volt erre a térségre. A horvát törzsek a 7. század végén és a 8. század elején telepedtek le itt, ezután területe a neretvánok kenézségének Paganiának a részét képezte. A térség a középkorban is folyamatosan lakott volt. A szomszédos Prapatnicén a Vukojević-ház mellett az egész Vrgorska krajina legnagyobb kora középkori temetője található. A török a 15. század második felében szállta meg ezt a vidéket, mely 1696 körül szabadult fel végleg a több mint kétszáz éves uralma alól. A török uralom után a település a Velencei Köztársaság része lett. A török időkben a megmaradt lakosság lelki szolgálatát a živogošćei kolostor ferences szerzetesei látták el. A kandiai háború idején a térség falvai elpusztultak.
A török uralom végével a 17. század végén 1690 körül a környező településekkel együtt népesült be. A betelepülők ferences szerzetesek vezetésével főként a szomszédos Hercegovinából érkeztek. A lakosság főként földműveléssel és állattartással foglalkozott, de a határhoz közeli fekvésénél fogva eleinte még gyakran kellett részt vennie a velencei-török összecsapásokban. 1734-ig Orah a vrgoraci plébániához tartozott, ekkor azonban Stjepan Blašković leválasztotta Vrgoracról és önálló plébániát alapított a településen. (1955-ig a szomszédos Prapatnice is ide tartozott.) A velencei uralomnak 1797-ben vége szakadt és osztrák csapatok vonultak be Dalmáciába. 1806-ban az osztrákokat legyőző franciák uralma alá került, de Napóleon lipcsei veresége után 1813-ban újra az osztrákoké lett. 1857-ben 355, 1910-ben 586 lakosa volt. 1918-ban az új Szerb-Horvát-Szlovén Állam, majd később Jugoszlávia része lett. A település a háború után a szocialista Jugoszláviához került. 1991 óta a független Horvátországhoz tartozik. 2011-ben 268 lakosa volt.

## Lakosság
| Lakosság változása | Lakosság változása | Lakosság változása | Lakosság változása | Lakosság változása | Lakosság változása | Lakosság változása | Lakosság változása | Lakosság változása | Lakosság változása | Lakosság változása | Lakosság változása | Lakosság változása | Lakosság változása | Lakosság változása | Lakosság változása |
| ------------------ | ------------------ | ------------------ | ------------------ | ------------------ | ------------------ | ------------------ | ------------------ | ------------------ | ------------------ | ------------------ | ------------------ | ------------------ | ------------------ | ------------------ | ------------------ |
| 1857               | 1869               | 1880               | 1890               | 1900               | 1910               | 1921               | 1931               | 1948               | 1953               | 1961               | 1971               | 1981               | 1991               | 2001               | 2011               |
| 355                | 685                | 362                | 474                | 582                | 586                | 575                | 560                | 542                | 532                | 489                | 361                | 308                | 290                | 367                | 268                |

## Nevezetességei
- Szent Márk evangélista tiszteletére szentelt plébániatemploma, mely 1785-ben épült ma már nem található. A templom ugyanis rossz minőségű kőanyagból épült és amikor a plébánia a II. világháború idején plébános nélkül maradt senki sem fordított gondot az épületre. A tető egy idő után beomlott és a sok eső miatt a falak teljesen átáztak. Ennek következtében az épület omladozni kezdett. A lakosság a háború után elvándorolt és a hatóságok is nyomást gyakoroltak a megmaradt hívekre. Amikor az első háború utáni plébános 1955-ben a településre érkezett a plébániaházban rendezett be egy kápolnát, mely egy ideig plébániatemplomként működött. 2000-ben a plébániaház mellé új kápolnát építettek, melyet az év november 4-én szentelt fel Marin Barišić érsek Szent Márk tiszteletére. Az épület mindössze 7 méter hosszú és 4 méter széles. Szent Márk szobra a falmélyedésben található.
- A donji orahi Szent Illés templom régi kőépület. Valószínűleg a török uralom idején, vagy a 18. század első éveiben épült. Első említése is a 18. század elején történt, amikor még a vrgoraci plébániához tartozott. A templomot az 1980-as években megújították, mai formáját pedig az 1990-es években nyerte el, amikor a homlokzat elé 25 méter magas, piramisban végződő harangtornyot építettek. A templomban Szent Illés próféta új szobra látható.
- A gornji orahi Kármelhegyi boldogasszony kápolnát a 18. században építették. A hagyomány szerint egy Buljan nevű idevalósi pap építtette. A kápolnát 2002-ben felújították. Oltárán a Kármelhegyi boldogasszony szobra, homlokzata felett kis harangtorony látható.
- A Dragičević-háznál levő Grebinának nevezett helyen ókori halomsír található.
- Védett épület a Rešetar-malom néven ismert malomépület[4] Maoc településrészen, a Matica folyó mellett, a Vrgorac-Orah úttól délre. A malom működtetéséhez a Matica folyó természetes vízfolyásának víz erejét használták fel. A malomépület téglalap alaprajzú, 11,30 x 4,5 méteres, 2,5 m falmagasságú, egyszerű földszintes ház. Részben a parton, részben a víz felett épült, íves nyílásokkal, amely alatt található a malom hajtószerkezeti része. A szájhagyomány szerint a malmot Mijo Rešetar építette 1853-ban. Az 1970-es évek elején még egész évben működött, és csak 1972 körül állt le.
- Másik védett malom a Slipac-malom[5] néven ismert épület Potkrajnica településrészen, a Matica folyón, a Vrgorac-Orah úttól délre fekvő Rastok-mezőn. A malomépület egy téglalap alaprajzú, 12 x 8,5 méteres egyszerű földszintes ház, melynek falmagassága kb. 3 m, ajtóval és két kisebb ablaknyílással rendelkezik. Ez a malom keskenyebb, az épület homlokzatán külső függőleges malomkerékkel szerelt malomtípusba tartozik. A szájhagyomány szerint a malom az 1880-as években épült. A "Slipčeva mlinica" nevet az 1930-as években kapta, amikor az USA-ból hazatérő Ante Grbavac-Slipac vásárolta meg. A vásárlás után az új tulajdonos egy új mechanikát épített be. Formáját és építésmódját tekintve hasonlít néhány korabeli malomhoz, amelyet az Imotski régióban, Dalmácia belsejében és a szomszédos Hercegovinában építettek.